# Supercrambus
Supercrambus és un gènere monotípic d'arnes de la família Crambidae. Conté només una espècie, Supercrambus albiradialis, que es troba a Brasil (Rio de Janeiro, Paraná).